# العصور (مجلة)
مجلة العصور هي مجلة أدبية علمية شهرية أصدرها إسماعيل مظهر بين 1927 – 1929 غلب عليها الطابع العلمي وأسهم في تحريرها نخبة من أعلام الفكر العربي.